# Bengt Lagercrantz
Carl Fredrik Bengt Lagercrantz (Djursholm, 12 marzo 1887 – Djursholm, 22 luglio 1924) è stato un tiratore a volo svedese, vincitore della medaglia d'argento nel bersaglio mobile colpo doppio a squadre a Anversa 1920 insieme a Fredric Landelius, Alf Swahn, Oscar Swahn e Edward Benedicks.
Sempre ad Anversa, gareggiò nel bersaglio mobile a squadre classificandosi quarto.

## Palmarès

### Giochi olimpici
- 1 medaglia:
  - 1 argento (Bersaglio mobile colpo doppio a squadre a Anversa 1920)